# Heritage New Zealand
Der New Zealand Historic Places Trust (māori: Pouhere Taonga) ist eine Crown Entity, die für den Denkmalschutz in Neuseeland zuständig ist. Sie wurde durch den Historic Places Act 1954 mit der Intention gegründet, die Identifizierung, den Schutz und die Erhaltung des historischen und kulturellen Erbes Neuseelands zu fördern. Das Budget betrug 2009 14,41 Millionen Neuseeland-Dollar.
Der Sitz der Organisation befindet sich im Antrim House in der Boulcott Street in Wellington. Regionalbüros und Niederlassungen befinden sich in Kerikeri, Auckland, Tauranga, Wellington, Christchurch und Dunedin.
Die Organisation wird von einem Kuratorium unter Leitung von John Acland und einem Rat für das Erbe der Māori, geleitet von Tumu te Heuheu, geführt und untersteht dem Ministry for Culture & Heritage. Sie arbeitet mit dem Department of Conservation und dem Departement für Angelegenheiten der Māori Te Puni Kōkiri zusammen.
Die Organisation publiziert die quartalsweise erscheinende Zeitschrift New Zealand Heritage.
Dem Trust gehören historisch bedeutsame Gebäude wie das Kerikeri Mission House und der Stone Store.

## Register der „Historic Places“
Die Organisation führt ein Verzeichnis der historisch bedeutsamen Stätten Neuseeland, das in vier Hauptkategorien aufgeteilt ist:
- Historic Places (Baudenkmale)
- Historic Areas (Flächendenkmale)
- Wahi Tapu (heilige Stätten der Māori)
- Wahi Tapu Areas (heilige Gebiete der Māori)

Die einzelnen Stätten werden in zwei Kategorien eingestuft:
- Category I - Stätten von besonderer oder herausragender geschichtlicher oder kultureller Bedeutsamkeit
- Category II - Stätten von geschichtlicher oder kultureller Bedeutsamkeit

Derzeit umfasst das Register nahezu 7000 Einträge.

## Maori Heritage Council
Der Maori Heritage Council ist Teil des New Zealand Historic Places Trust und wurde durch den Historic Places Act 1993 gegründet. Seine Funktion ist:
- Schutz und Registrierung von wahi tapu und wahi tapu areas (heilige Stätten der Maori und entsprechende Flächen)
- Unterstützung des Trust, um eine interkulturelle Sichtweise bei dessen Arbeit sicherzustellen
- Unterstützung der traditionellen Strukturen der Māori (Whānau, Hapū und Iwi) bei der Erhaltung und Nutzung ihrer historischen kulturellen Ressourcen
- Beratung bei Empfehlungen des Trusts in Hinblick auf archäologische Stätten
- Vertretung der Interessen des Trusts und Councils in Hinblick auf das kulturelle Erbe der Māori in der Öffentlichkeit und unter den Māori.

## Auswahl an gelisteten Orte

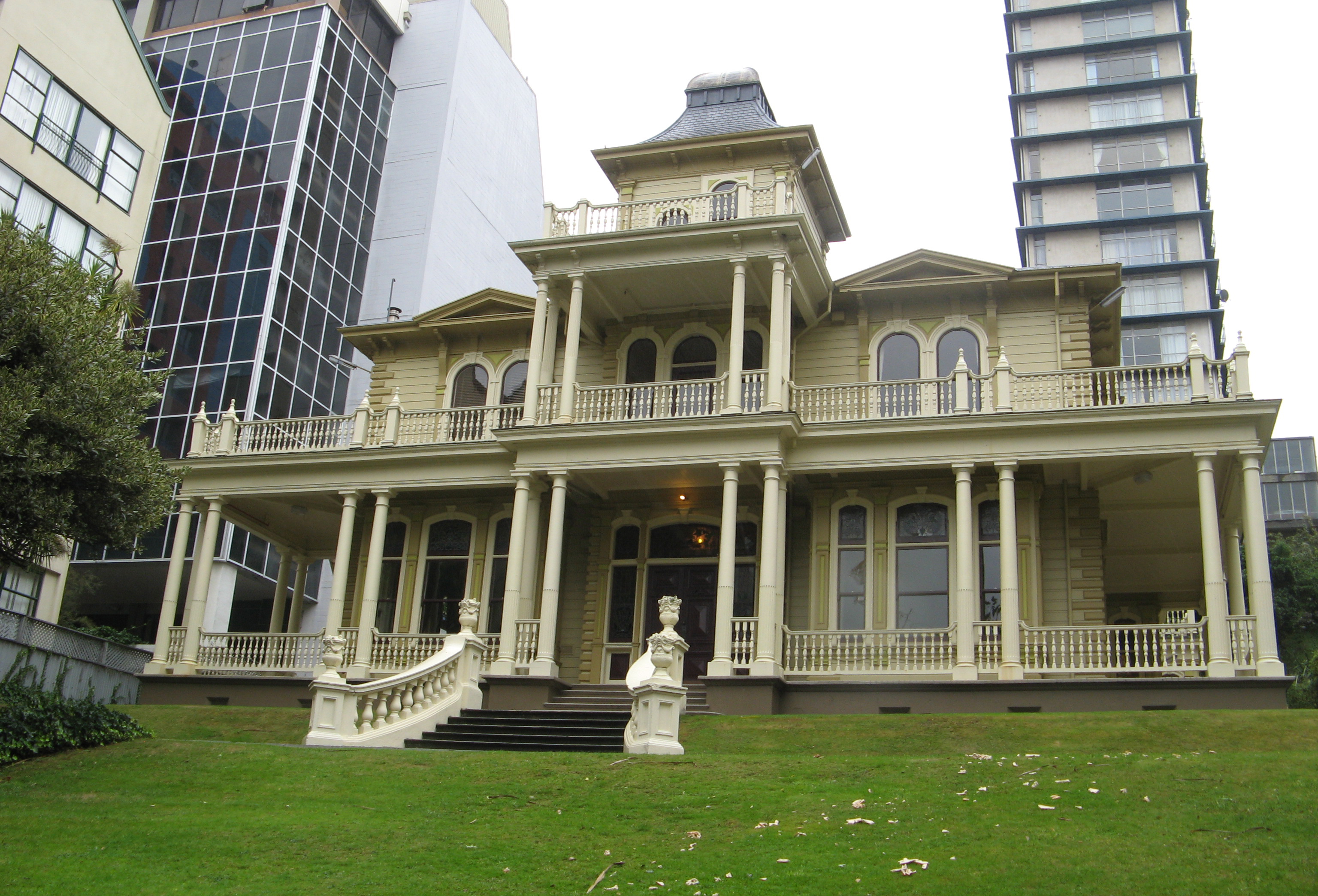
Antrim House, Wellington
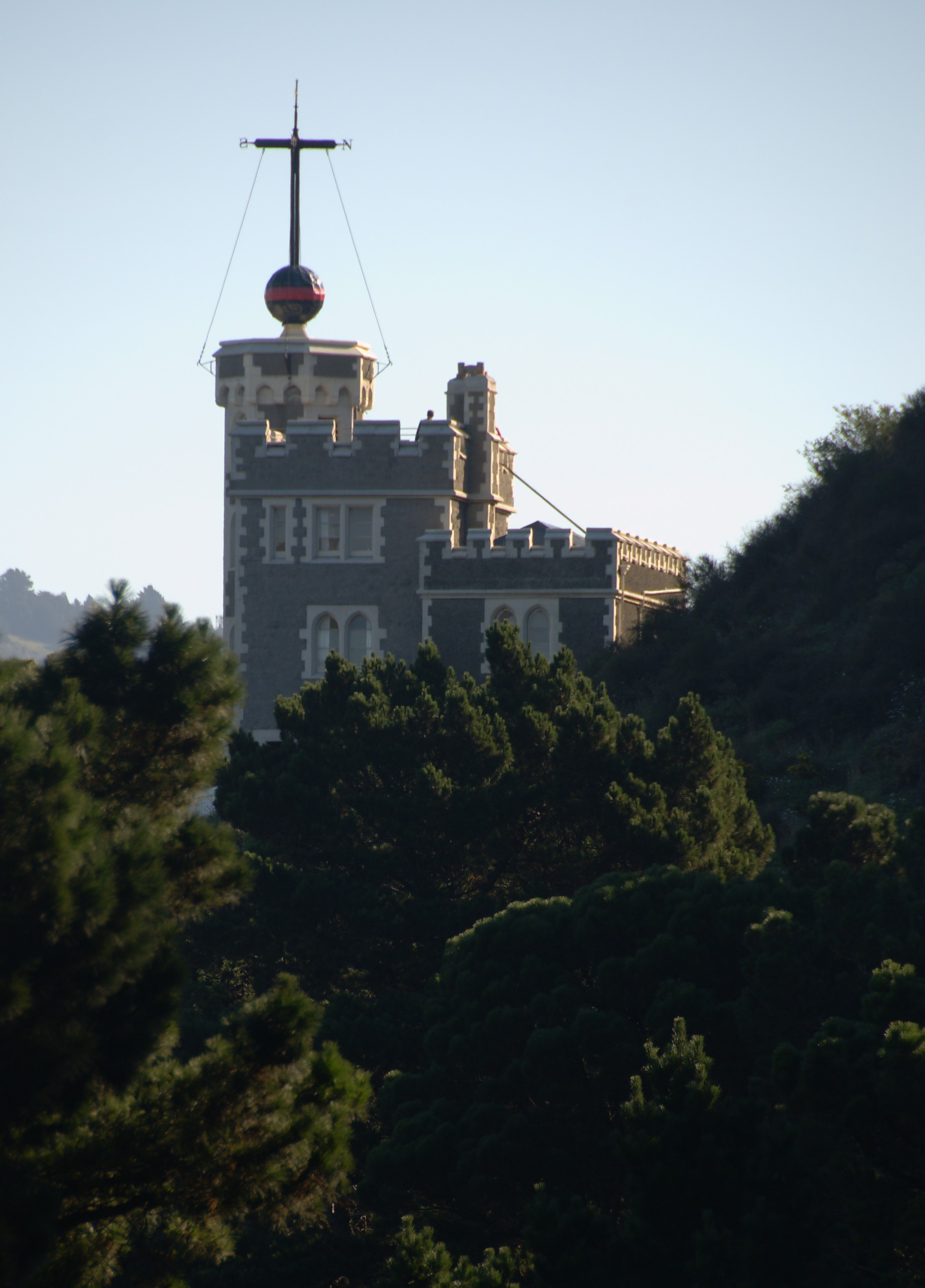
Timeball Station, Lyttelton
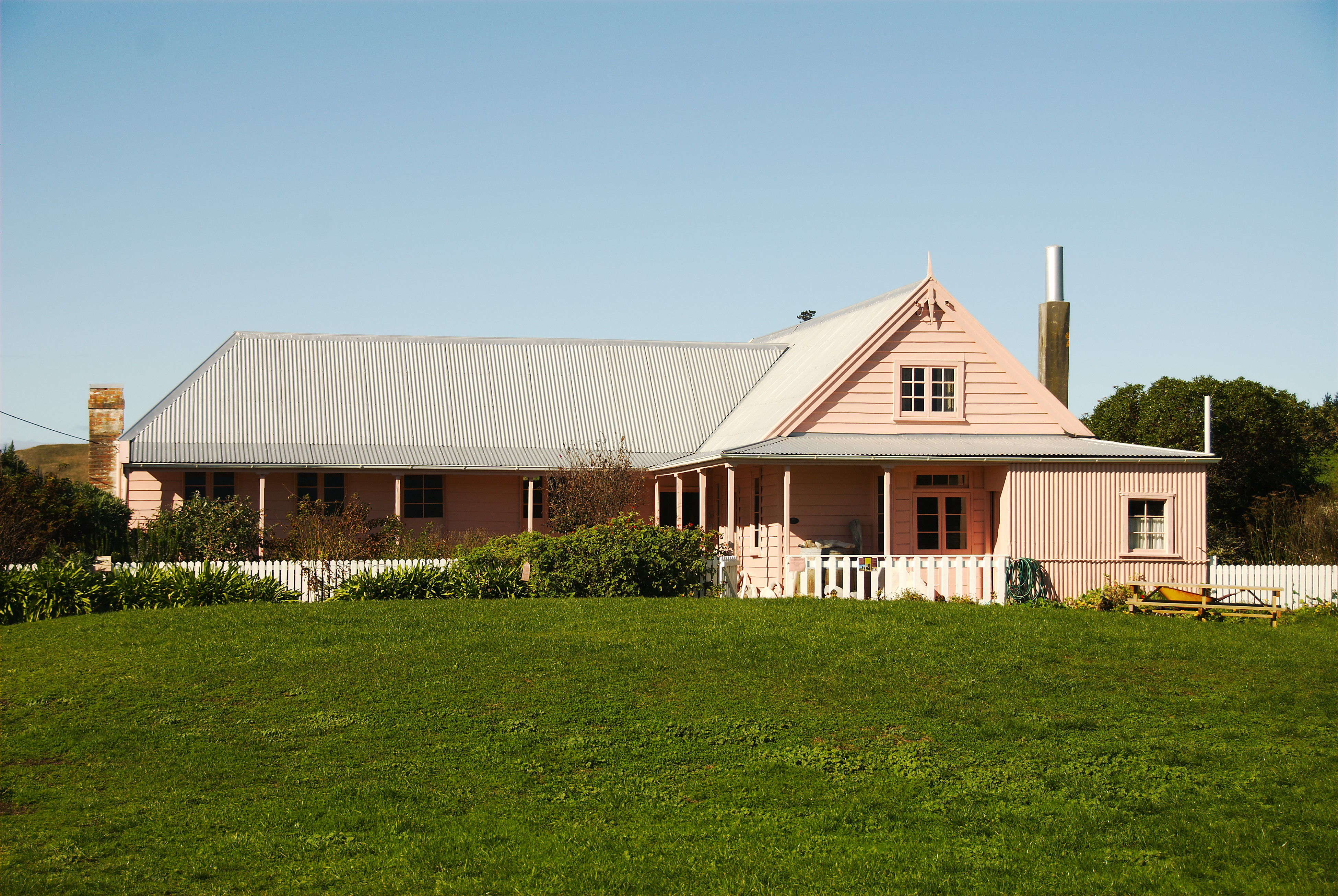
Fyffe House, Kaikoura
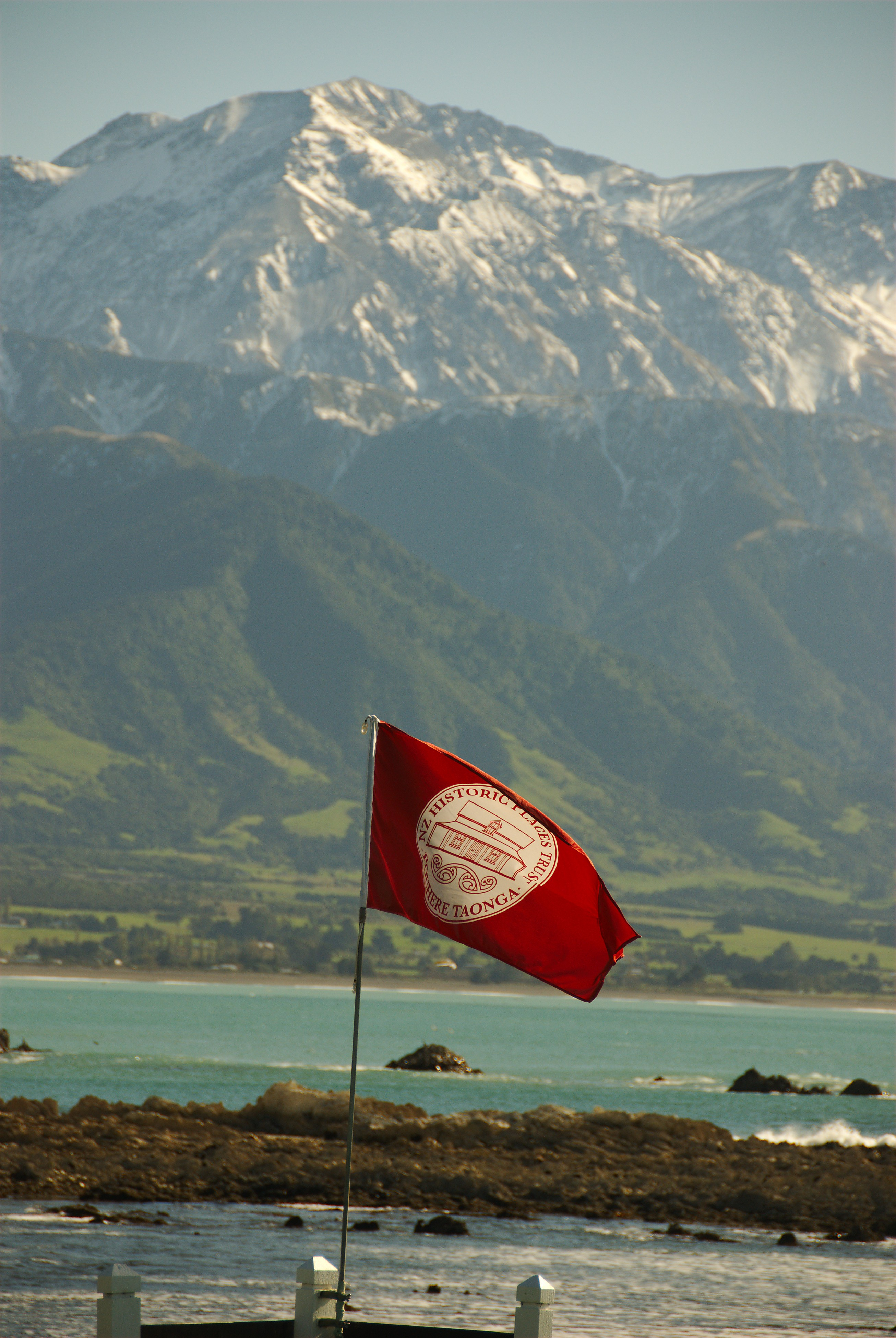
Flagge des Historic Places Trust vor dem Fyffe House in Kaikoura
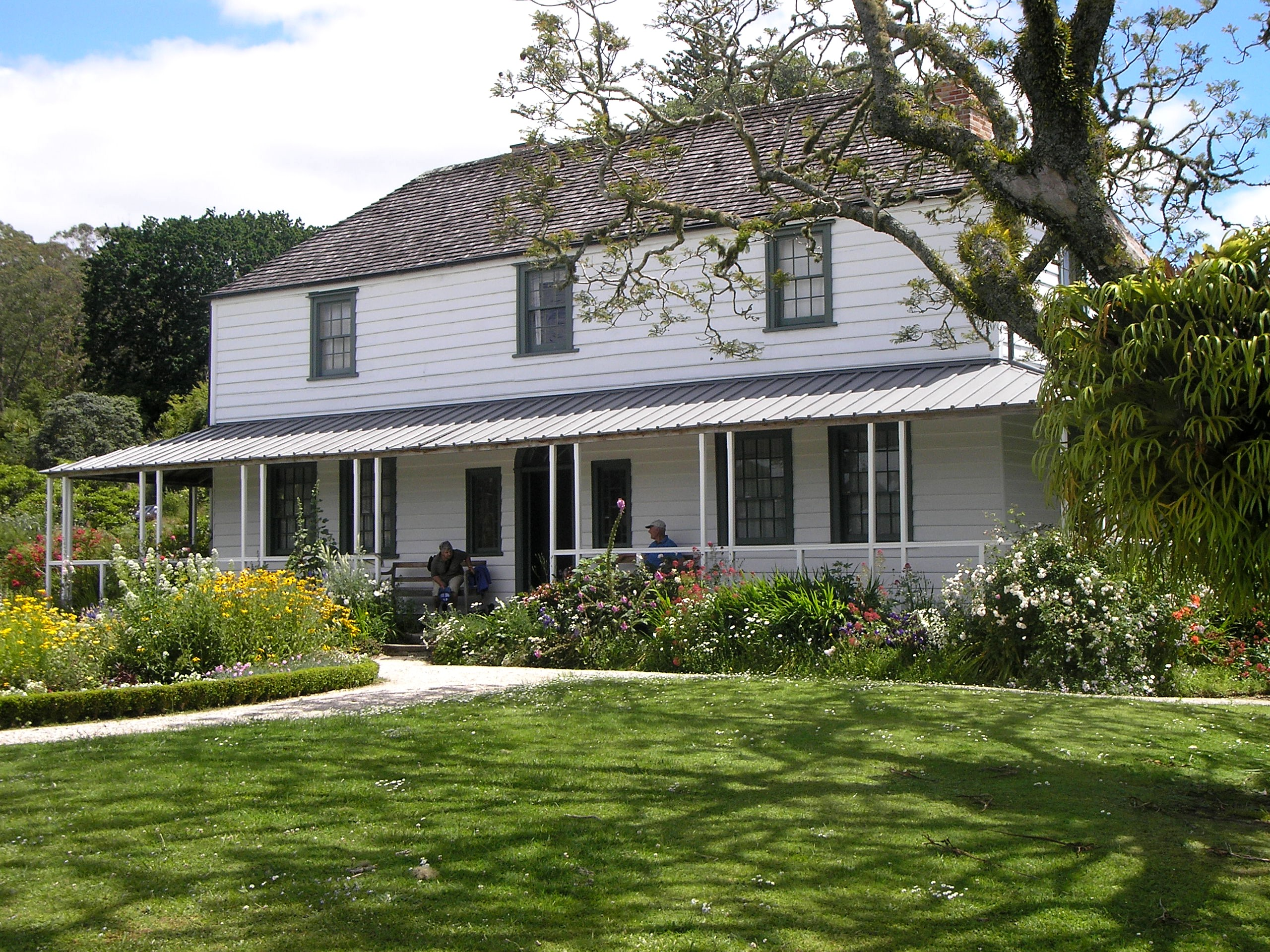
Mission House, Kerikeri
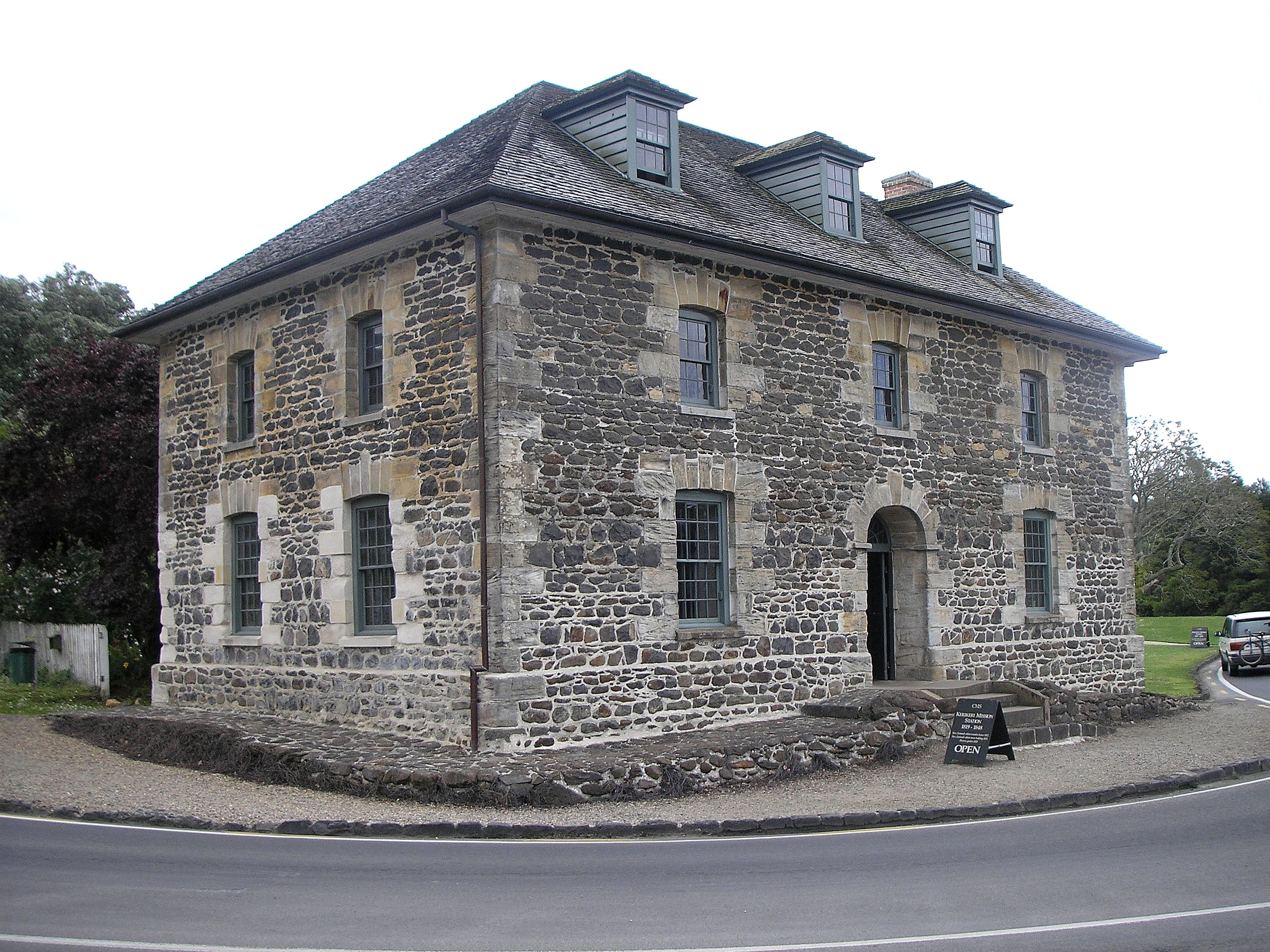
Stone Store, Kerikeri
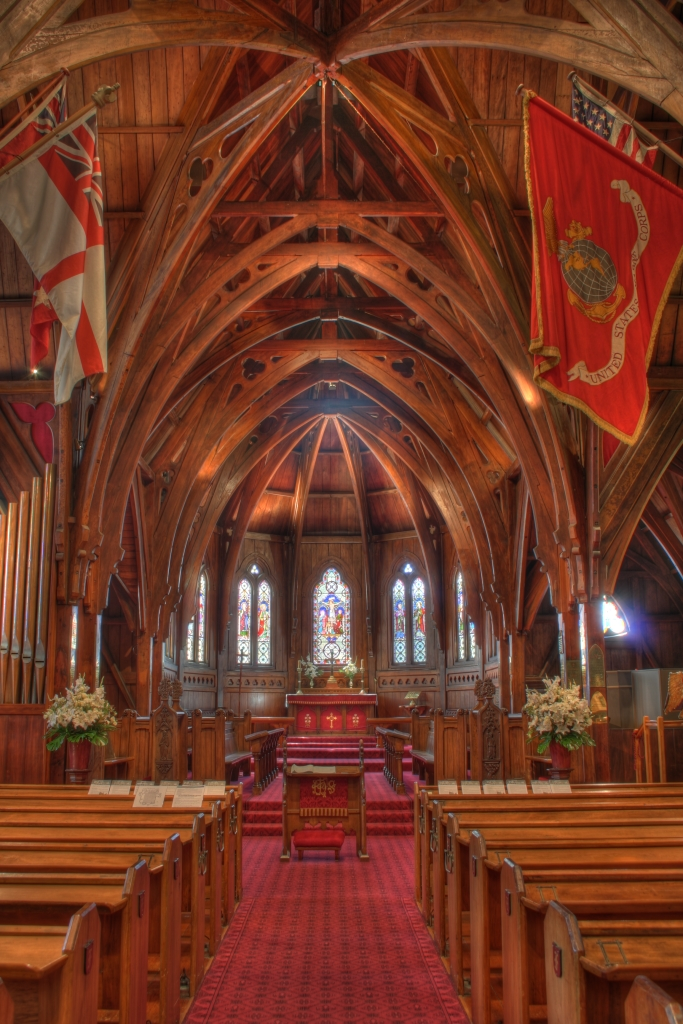
Old St. Paul’s (Wellington)
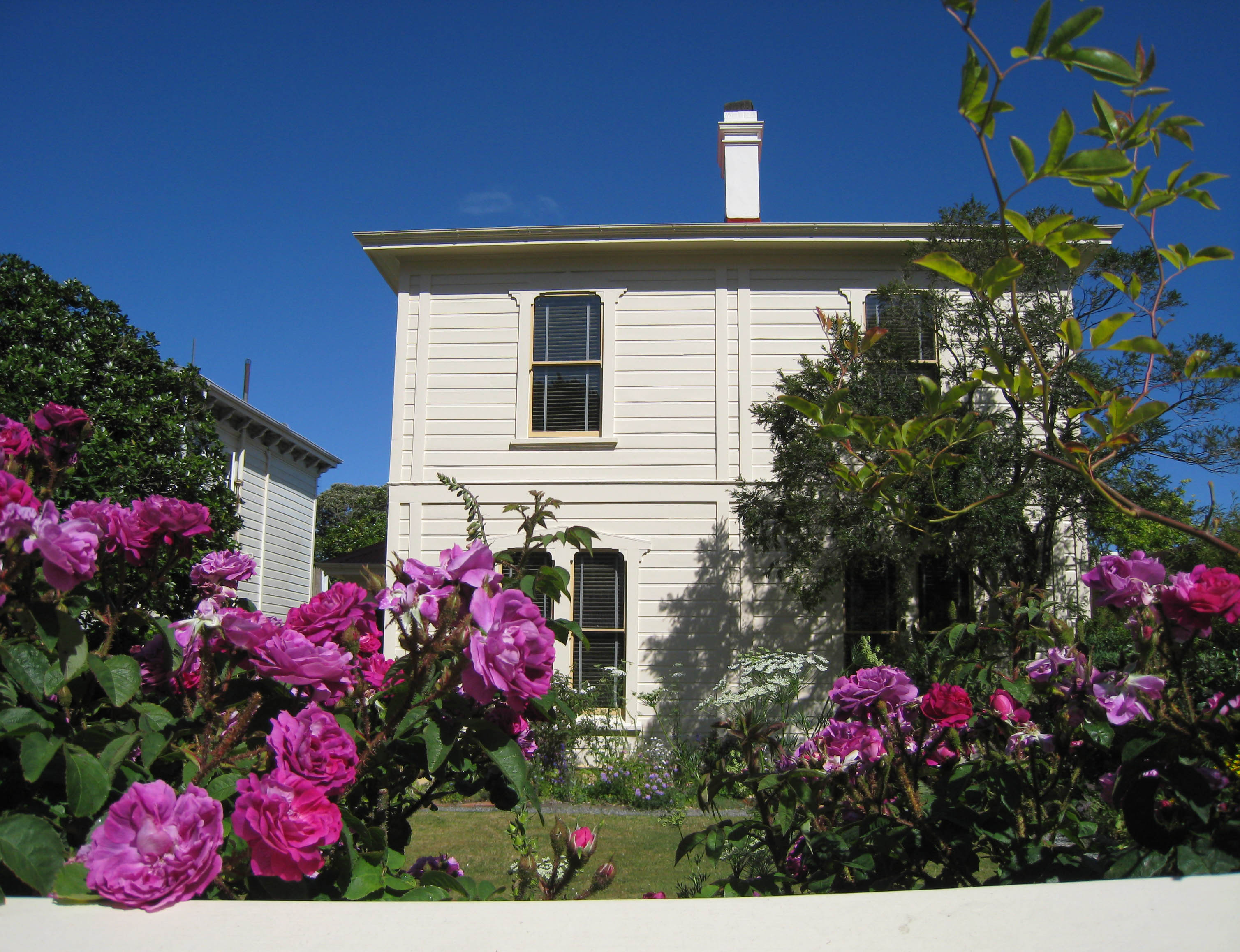
Katherine Mansfield's Birthplace
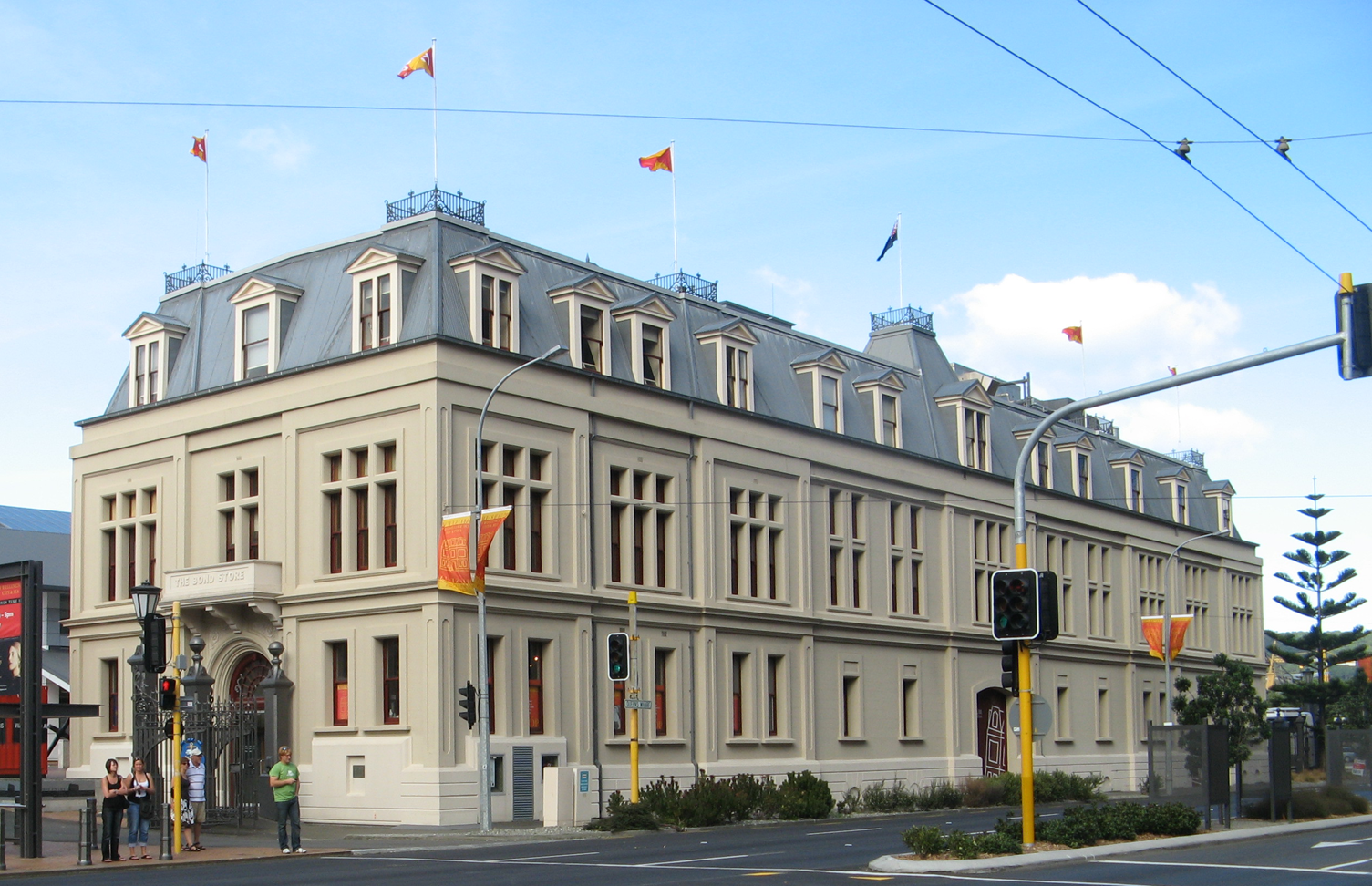
Wellington Harbour Board Head Office and Bond Store
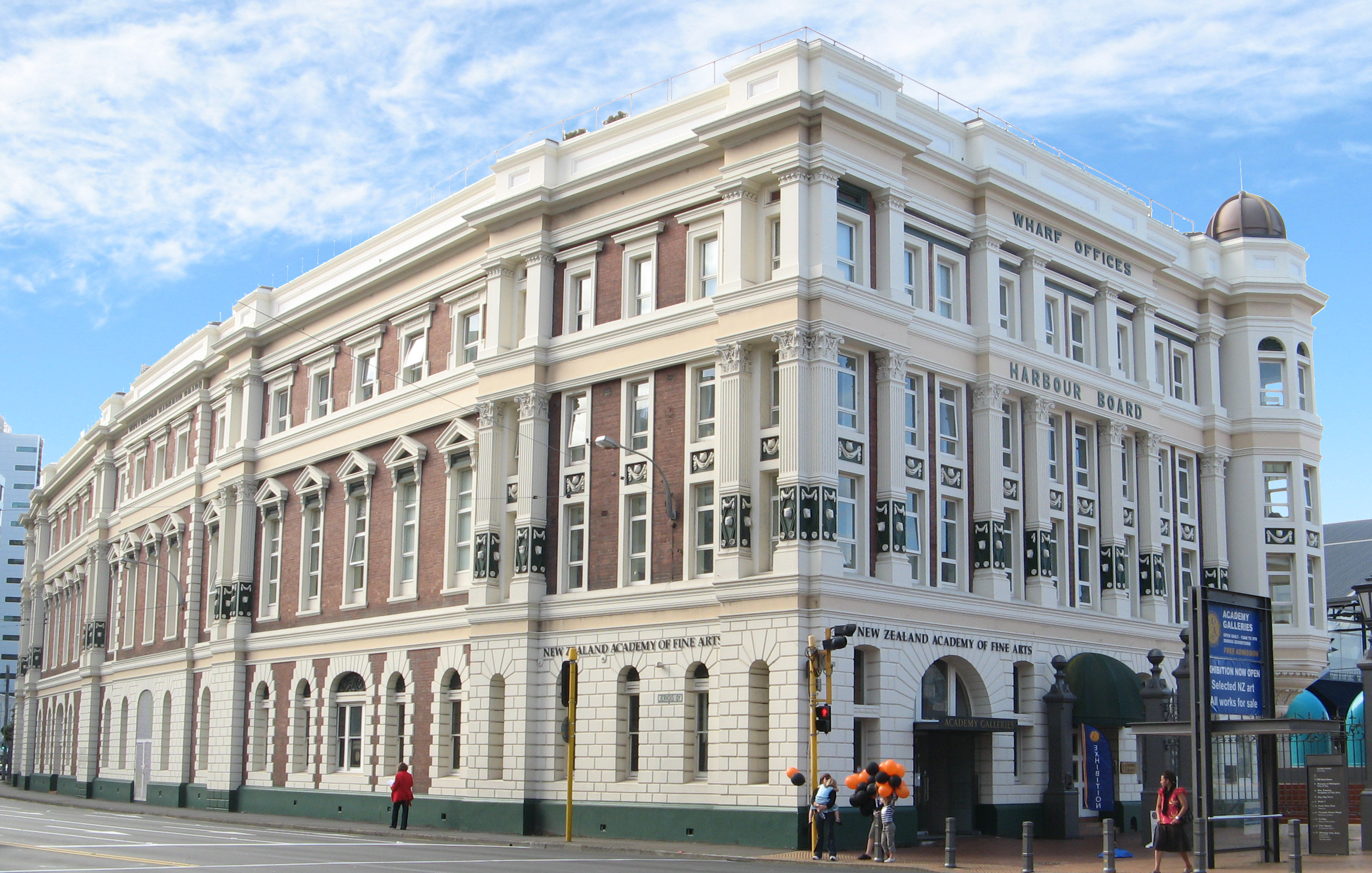
Wellington Harbour Board Wharf Office Building
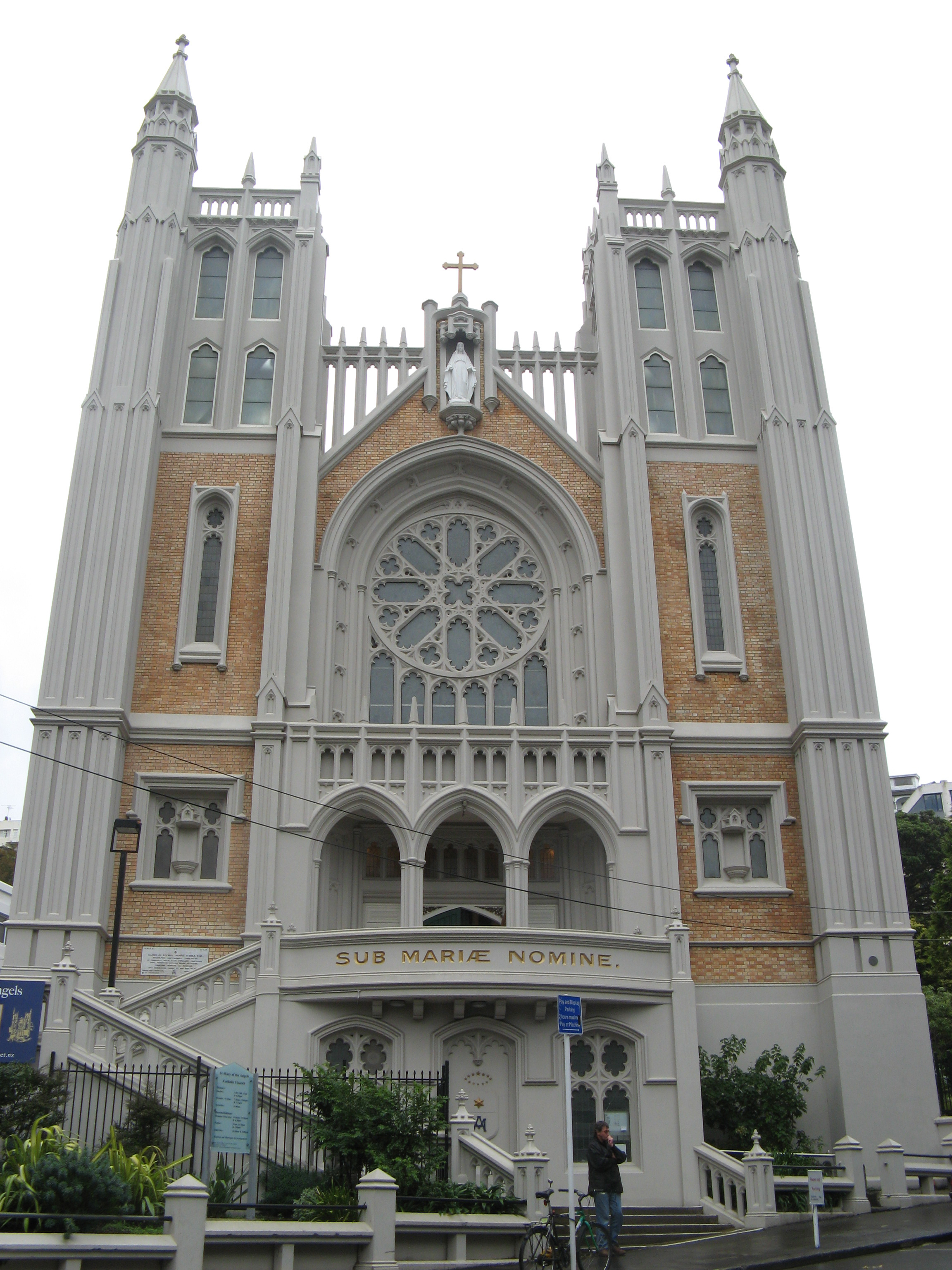
St Mary of the Angels
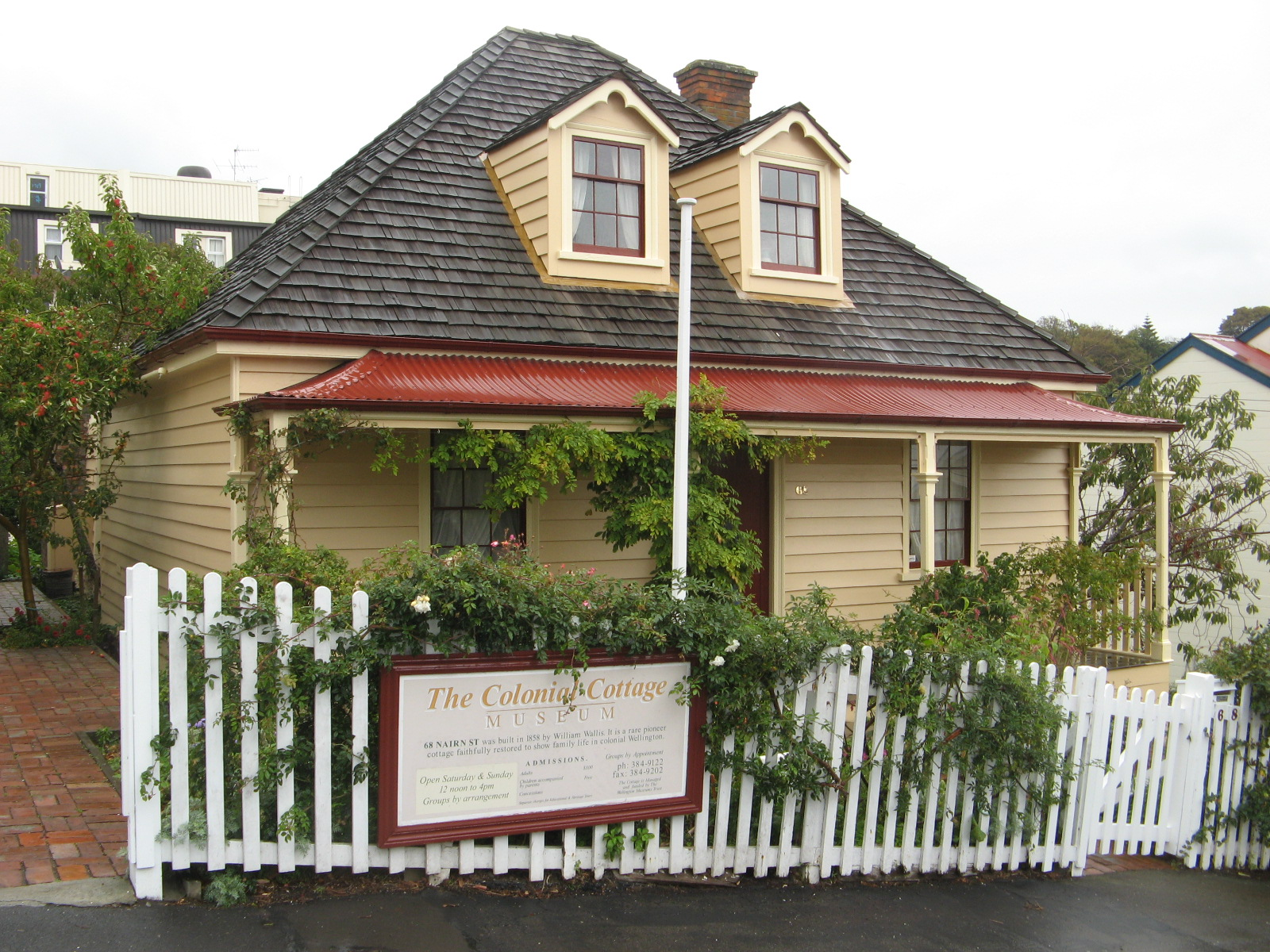
The Colonial Cottage Museum, Wellington
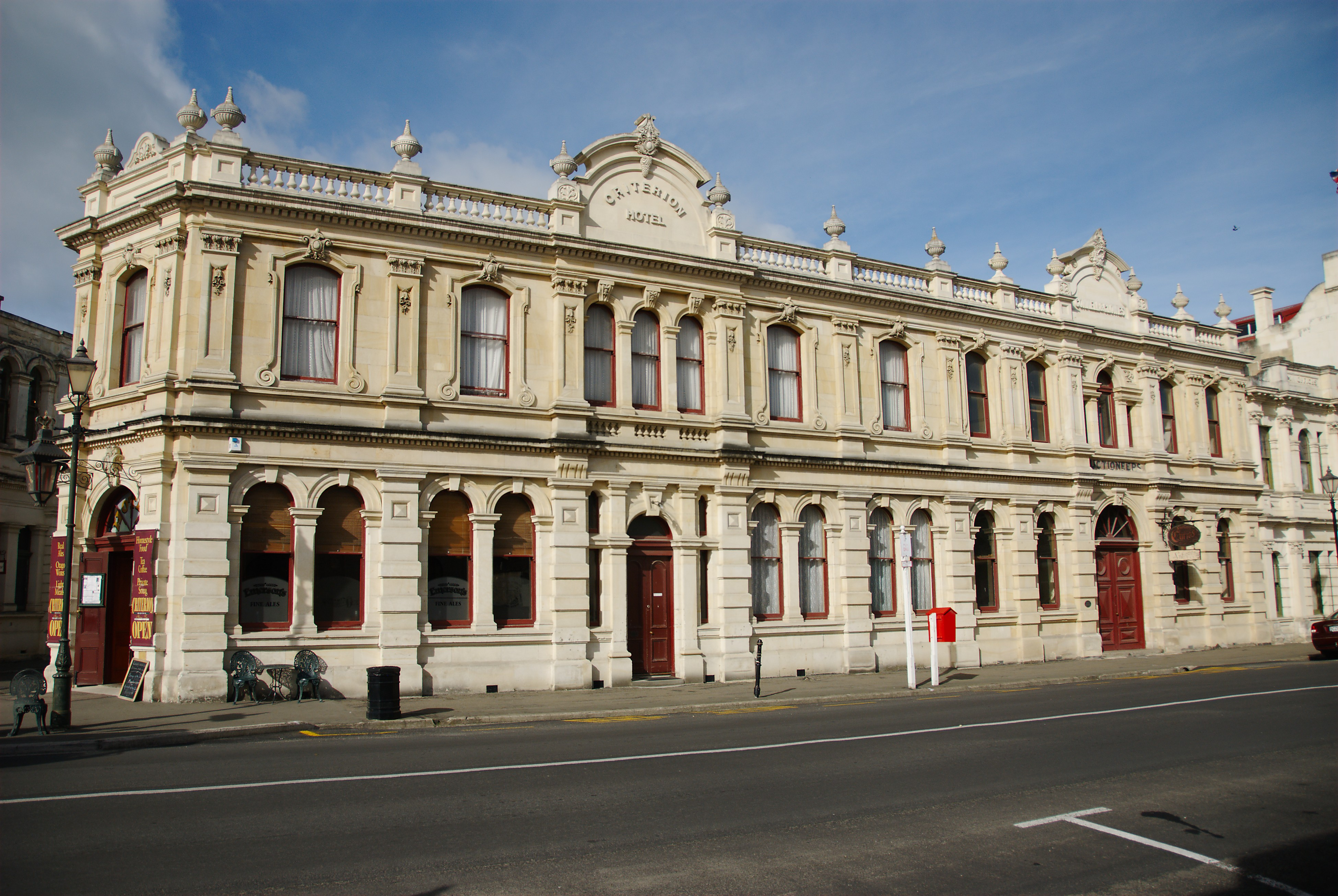
Criterion Hotel, Oamaru
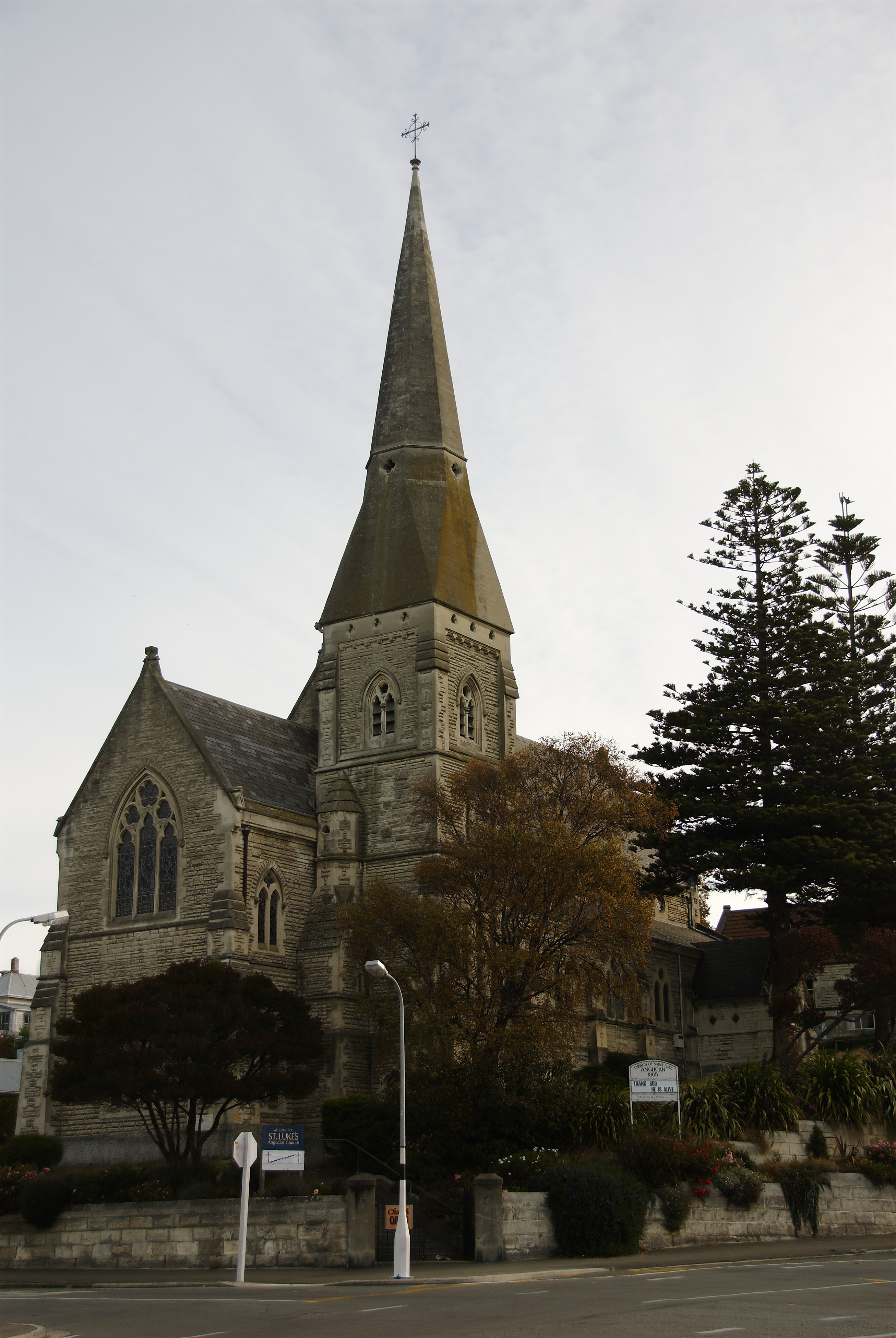
St Luke's Anglican Church, Oamaru
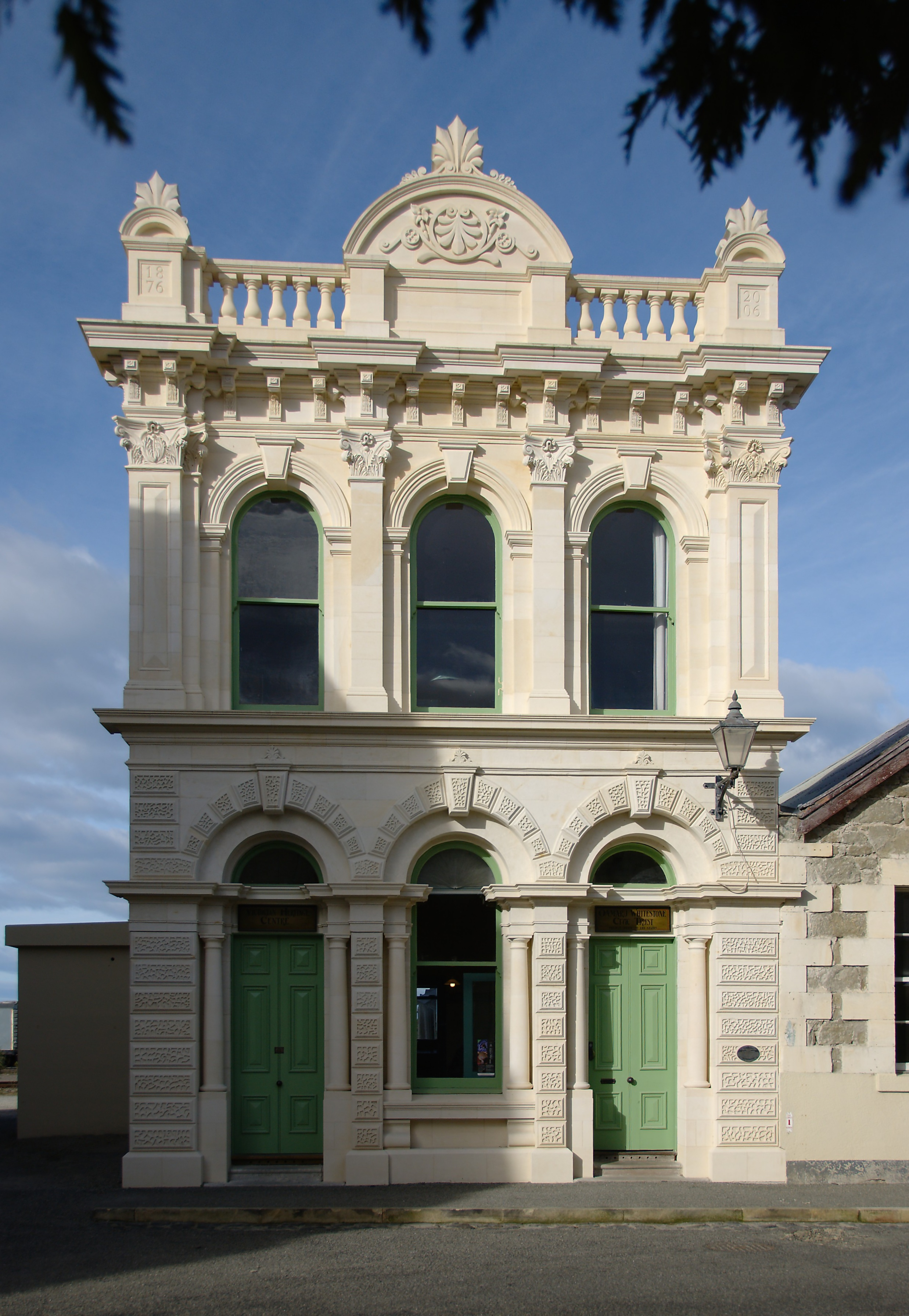
Old Harbour Board building, Oamaru
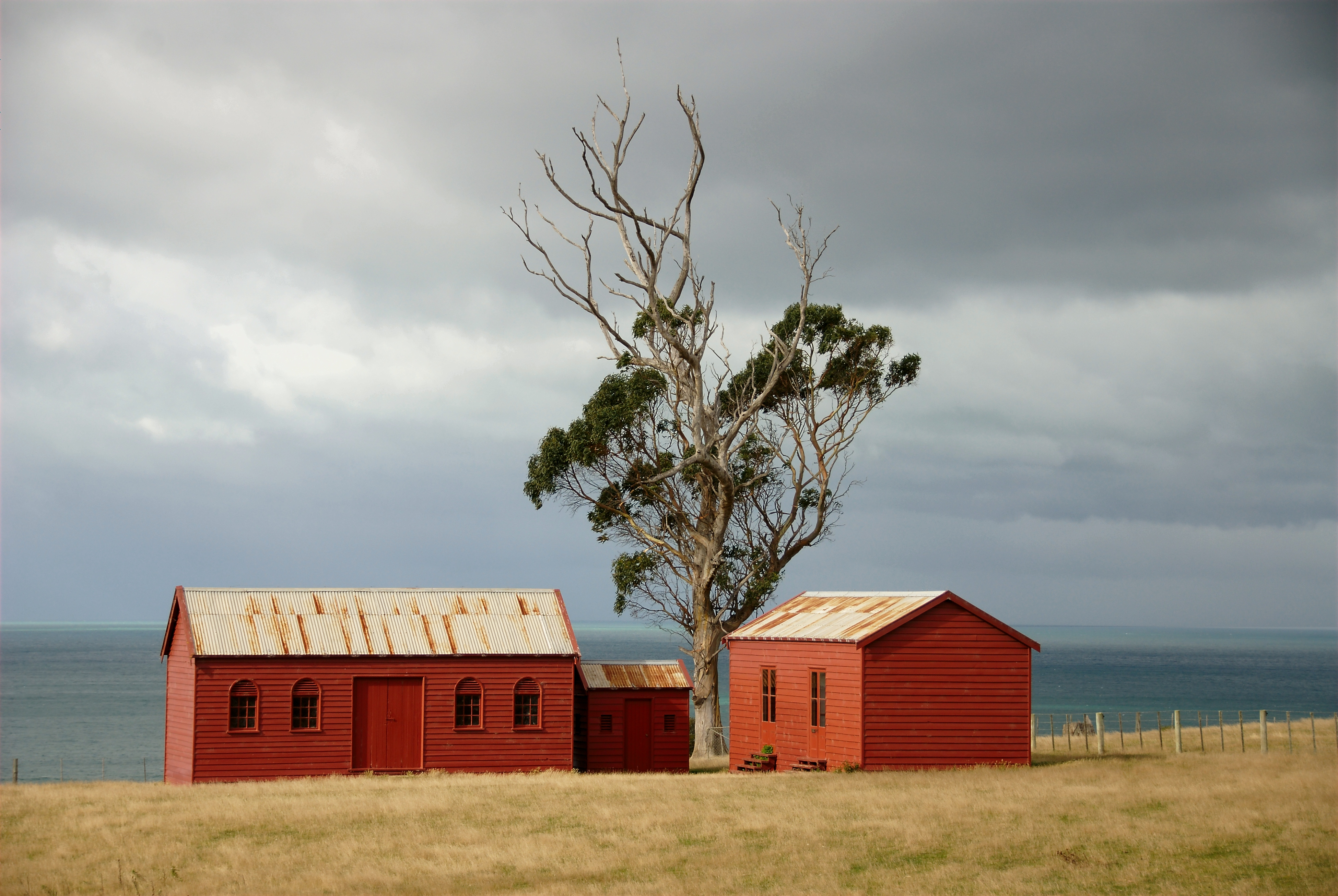
Speicher, Abort und Schulhaus, Matanaka, Otago
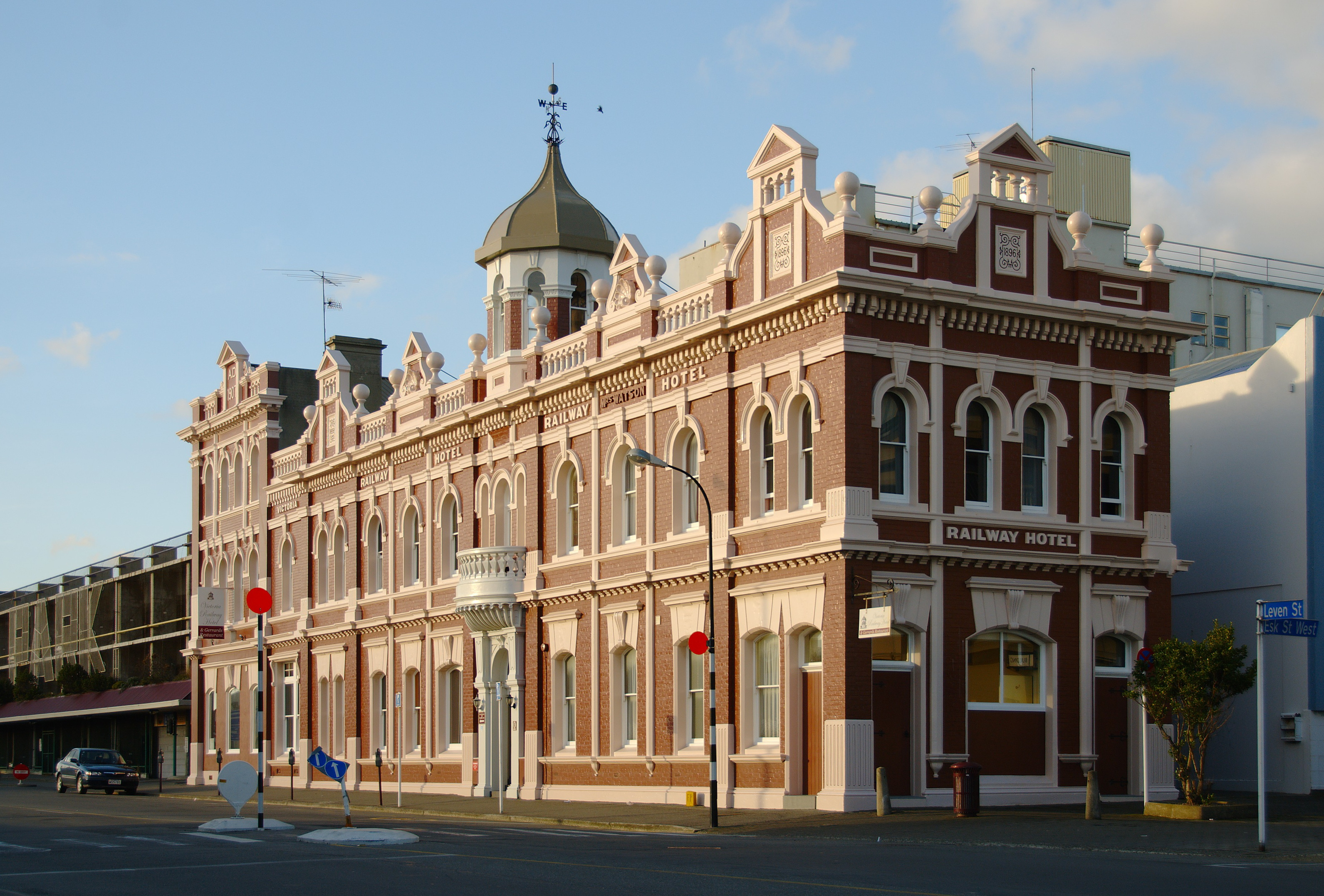
Railway Hotel, Invercargill
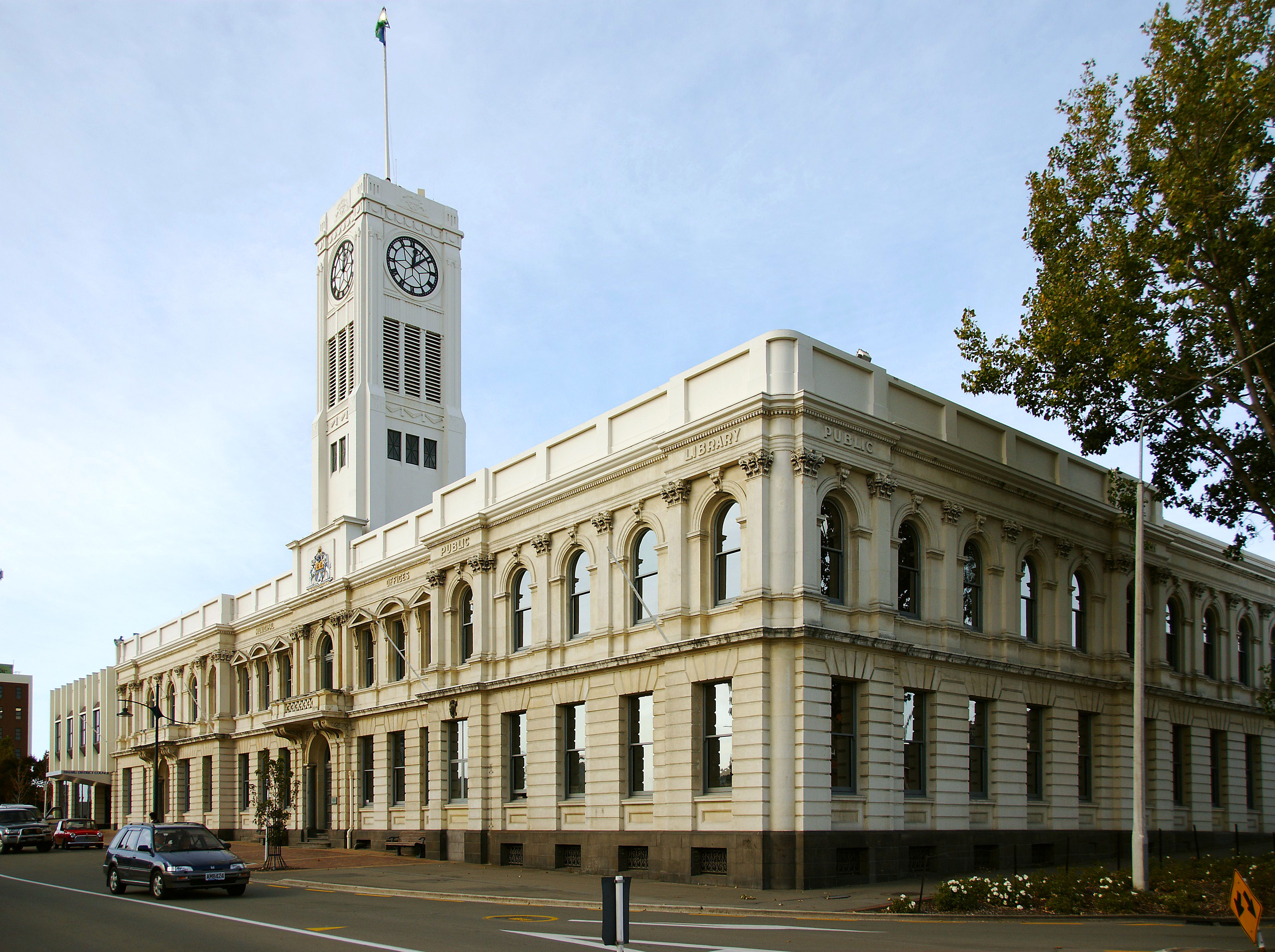
Verwaltungsbüros und Bibliothek, Timaru
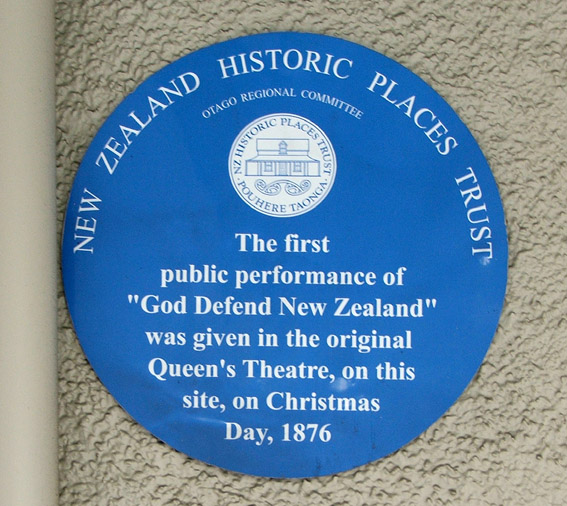
Gedenktafel des New Zealand Historic Places Trust in Dunedin am Ort der Uraufführung von God Defend New Zealand

## Namen

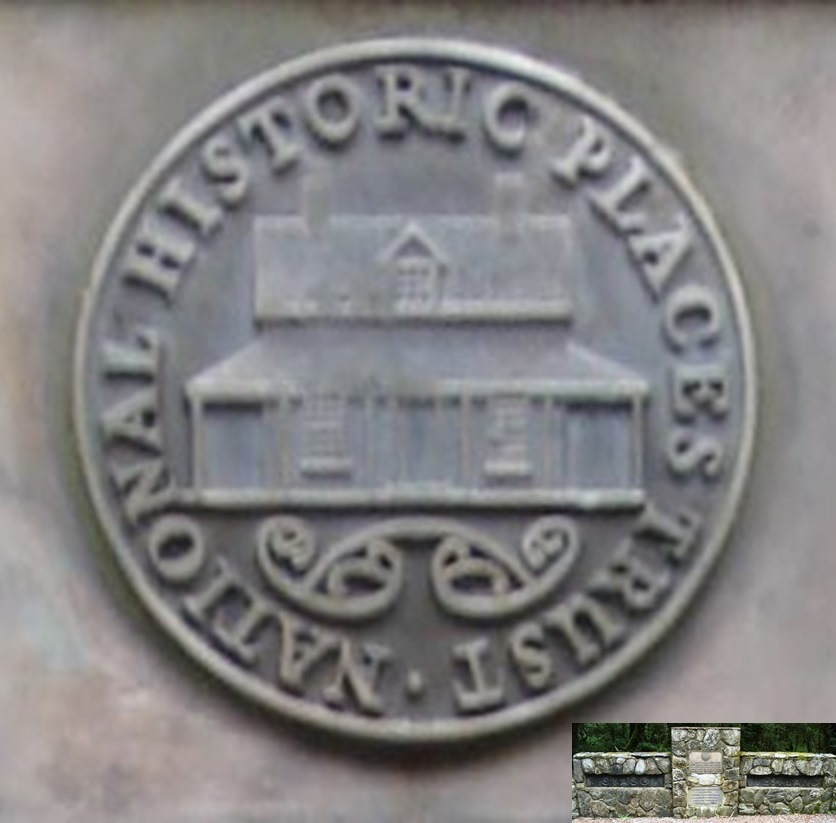
Logo mit dem (früheren) Namen des „National Historic Places Trust“ (am Haast Pass Monument (unten rechts))

Die Gründung erfolgte 1954 durch den Historic Places Act 1954 mit dem Namen „National Historic Places Trust“, 1963 erfolgte die Umbenennung in „New Zealand Historic Places Trust“,
2014 die in „Heritage New Zealand Pouhere Taonga“.